# 바둥왕
바둥왕(버마어: ဗဒုံမင်း 바둥밍; 태국어: ปดุง 빠둥[*], 1745년 3월 11일 ~ 1819년 6월 5일)은 미얀마 꼰바웅 왕국의 제6대 국왕(재위 : 1782년 2월 11일 ~ 1819년 6월 5일)이다.